# フランク・ソゼー
フランク・ソゼー（Franck Sauzée, 1965年10月28日 - ）は、フランスのサッカー選手、サッカー―指導者。元フランス代表。ポジションはMF。

## 略歴
1983年FCソショーでキャリアをスタート。1988年にフランス代表デビューを果たした。プラティニらが抜けた後を受け中盤で攻撃的ミッドフィルダーとして活躍するも、1990 FIFAワールドカップ・1994 FIFAワールドカップ共にヨーロッパ地区予選をあと一歩のところで出場を逃し、一度もワールドカップ本大会出場を経験することなく代表を退いた。2001年にスコットランドのハイバーニアンでのプレーを最後に現役を引退、2002年まで同クラブの監督を務めた。現在は仏スポーツ番組でサッカー評論家として活躍している。 　

## 代表歴
- フランス代表（39試合9得点）
  - 1990年 FIFAワールドカップ 地区予選敗退（8試合1得点）
  - 1992年 UEFA欧州選手権 グループリーグ敗退
  - 1994年 FIFAワールドカップ 地区予選敗退（10試合2得点）

## 獲得タイトル
- ヨーロッパ選手権U-21優勝 1988（フランス）
- リーグ・アン優勝 1988-89, 1990-91（オリンピック・マルセイユ）
- クープ・ドゥ・フランス優勝：2回 1989（オリンピック・マルセイユ）、1991（ASモナコ）
- UEFAチャンピオンズリーグ優勝 1992-93（オリンピック・マルセイユ）
- スコットランド1部リーグチャンピオン 1999（ハイバーニアン）